# Игубаево
Игубаево (баш. Игөбай) — деревня в Кугарчинском районе Республики Башкортостан Российской Федерации. Входит в состав Ибраевского сельсовета.

## География

### Географическое положение
Расстояние до:
- районного центра (Мраково): 10 км,
- центра сельсовета (Ибраево): 2 км,
- ближайшей ж/д станции (Мелеуз): 56 км.

## Население
| 2002 | 2009 | 2010 |
| ---- | ---- | ---- |
| 173  | ↗190 | ↘172 |

Национальный состав
Согласно переписи 2002 года, преобладающая национальность — башкиры (87 %).

## Религия
В деревне есть мечеть.